# 休松の戦い
休松の戦い（やすみまつのたたかい）とは、戦国時代の九州筑前国で起きた大友氏と秋月氏の間に起きた合戦。

## 背景
1559年（永禄2年）に秋月氏当主・秋月種実は、毛利氏の支援を得て本領であった筑前国秋月古処山城に復帰した。元々秋月氏の本姓は大蔵氏といい、中国の漢王室の末裔と称する名族である。鎌倉の頃より、筑前国夜須郡秋月を本拠とし、近隣の原田氏や高橋氏とともにその血筋を誇る一族であった。秋月種実の父・秋月文種は勢力拡大を続ける大友氏に抵抗し、大友軍に攻められて古処山で無念の自害を遂げていた。

## 概要

### 高橋・秋月氏の謀反
古処山に戻った秋月種実は、勢力を拡大させ、大友氏への対決姿勢を鮮明にしていたことから、大友氏は種実の筑前復帰を苦々しく思っていた。高橋鑑種と結託した種実は、鑑種の謀反に同調して反乱を起こした。永禄10年8月14日、戸次鑑連、吉弘鑑理、臼杵鑑速ら歴戦の名将に兵20,000を与えて秋月領に侵攻させた。秋月に迫った大友軍は、まず8月14日、甘水・長谷山の戦い（瓜生野の戦いとも）で秋月勢と交戦、15日、支城である邑城を攻略した。その後、更に進軍した大友軍は休松城の攻略を開始した。守将は坂田諸正であったが、大友勢の猛攻の前に落城し、諸正は自害した。休松城周辺に布陣した戸次鑑連は古処山城攻略を画策したが古処山の守りは堅く攻めあぐねた。戦線が膠着状態に陥るなか、中国地方の毛利氏が九州への進出の気配ありとの急報を聞いた大友氏傘下の豊前・筑前・筑後の国人衆は動揺し、適当な理由を以って自領に引き上げてしまった。この状況を憂慮した大友宗麟の指示を受け、大友軍は一旦撤退を開始した。

### 大友軍への急襲
9月3日午前、大友軍は休松の陣を引き払い撤退を開始した。復讐に燃える種実はこの情報を知るや、全兵力12,000を四手に分け、問註所鑑景、内田善兵衛実久3,000余騎と綾部駿河守5,000余騎で大友軍へ攻撃を行った。鑑連は種実の強襲を事前に察知し3,000兵を吉光の地に伏せ、反撃を開始、配下の勇将である小野鎮幸、由布惟信500騎、一族の戸次鎮連600騎ら共に猛攻を加えた。秋月勢の問註所鑑景は2000兵を率いて、一度鑑連の本陣に攻め懸けて、銃弾で猛将・十時惟忠を討ち取っても、後陣の内田鎮家、堀安芸守600兵に軍旗を上げさせ援軍が到着したかのように装った鑑連の策に騙され、動揺したところを蹴散らされ多くの死傷者を出して撤退した。

### 種実の夜襲
4日夜半、風雨の強まる中、種実は夜襲を決行する。2,000の兵を率いて、臼杵鑑速、吉弘鑑理の陣に突撃した。予期せぬ秋月勢の夜襲によって大友軍は大混乱に陥り、同士討ちを始める始末であった。夜襲によって大友軍は名だたる部将が討死し、全体での死者は400名以上となった。
鑑連の奮戦によって、一時秋月勢を撃退して休松の陣からの撤退には成功したものの、その後秋月勢は筑後山隈城まで追撃を続け、大友軍は更なる犠牲を強いられた。

## 主要参戦武将

### 大友軍
主力部隊（兵：20,000）
- 戸次鑑連
  - 戸次鑑方（鑑連の異母弟、討死）
  - 戸次鑑比（親俊の子、鑑連の従兄弟、討死）
  - 戸次親繁（藤北戸次氏（親家の従兄弟、鑑連の従叔父）、討死）
  - 戸次親宗（親繁の弟、鑑連の従叔父、邑城攻略で討死）
  - 戸次親久（片賀瀬戸次氏第2代当主（親家の弟）、鑑連の叔父、討死）
  - 十時惟忠（9月3日第一次の奇襲で流弾を受けて戦死）
  - 小野鑑幸（小野鎮幸の父、邑城攻略で討死）
  - 由布惟清（討死）
  - 綿貫吉廉（討死）
- 吉弘鑑理
  - 吉弘帯刀（討死）
  - 利光鎮明（兵庫助。山隈城へ撤退の際、甘木・上高場で追撃を受けて討死）
  - 橋本玄蕃允（山隈城へ撤退の際、甘木・上高場で追撃を受けて討死）
- 臼杵鑑速
- 朽網鑑康
- 清田紹喜
- 一萬田鑑実
- 溝口鎮生（討死）
- 三池親高（三池鑑速）（討死）
  - 三池親政（討死）
  - 三池親邦（討死）
- 三池鎮実（親高の嫡男）
- 田尻鑑種
- 田尻鑑永（鑑種の叔父。長者一族六人鎮広・鎮光・鎮忠・鎮純・鎮賢・鑑永討死）
- 問注所鎮連
- 内野五郎兵衛（討死）
- 蒲池近江（討死）
- 蒲池九郎兵衛（討死）

### 秋月軍
主力部隊（兵：12,000）
- 秋月種実
  - 秋月治部少輔（問註所鑑景、問註所鎮連の叔父。親秋月の立場で大友方の鎮連・統景父子と一族対抗。）
  - 内田実久
  - 内田彦五郎
  - 綾部駿河守
  - 桑野実勝（新右衛門、兵部大輔）

休松城籠城隊（兵：数百）
- 坂田諸正（自害）